# Lee Jae-myung
Lee Jae-myung (kor. 이재명; ur. 8 grudnia 1963 w Andong) – południowokoreański polityk i prawnik, od 2025 prezydent Korei Południowej.
W latach 2010–2018 burmistrz Seongnam, w latach 2018–2021 gubernator Gyeonggi. W latach 2022–2025 lider Partii Demokratycznej.

## Życiorys

### Dzieciństwo i edukacja
Urodził się i wychowywał w mieście Andong w prowincji Gyeongsang Północny jako piąty z siedmiorga dzieci. Jego rodzina żyła w trudnych warunkach, co zmusiło go do podjęcia pracy w fabryce biżuterii w młodym wieku. W wieku 15 lat doznał poważnego urazu ręki podczas pracy w fabryce rękawic baseballowych, co pozostawiło go z trwałym kalectwem. W 1978 ukończył szkołę średnią, a dwa lata później zdał egzamin wstępny na studia i został przyjęty do prywatnego Uniwersytetu Chung-Ang, gdzie w 1986 ukończył studia prawnicze. Po ukończeniu studiów Lee rozpoczął działalność jako prawnik, koncentrując się na obronie praw pracowników i ofiar wypadków przemysłowych. Jego zaangażowanie w sprawy społeczne przyciągnęło uwagę opinii publicznej i utorowało mu drogę do polityki.

### Kariera polityczna
23 sierpnia 2005 dołączył do wówczas rządzącej partii Uri a rok później bezskutecznie ubiegał się o stanowisko burmistrza miasta Seongnam, uzyskując 23,75% głosów. W 2010 ponownie wystartował w wyborach lokalnych na burmistrza miasta Seongnam, które zwyciężył. Jako burmistrz wprowadził szereg reform, w tym ograniczenie zadłużenia miasta oraz programy socjalne, takie jak darmowe mundurki szkolne i wsparcie finansowe dla młodzieży. Funkcję burmistrza sprawował do 2018 roku. 
W 2018 roku Lee objął funkcję gubernatora prowincji Gyeonggi, największej pod względem liczby ludności w Korei Południowej. Jego kadencja była naznaczona kontrowersjami, ale także skutecznymi działaniami, takimi jak wprowadzenie podstawowego dochodu dla młodych ludzi i zdecydowane zarządzanie kryzysem COVID-19 poprzez masowe testy dla pracowników zagranicznych oraz wsparcie finansowe dla mieszkańców.
W lipcu 2021 ogłosił swoją kandydaturę w wyborach prezydenckich. 10 października zwyciężył w prawyborach stając się oficjalnym kandydatem Partii Demokratycznej. 10 marca 2021 otrzymał 16 147 738 głosów, co stanowiło 47,83% głosów ważnych. Tym samym przegrał z Yoon Suk–yeol'em. Po przegranej w wyborach prezydenckich w 2022 roku Lee został liderem Partii Demokratycznej. Jego przywództwo przypadło na burzliwy okres polityczny, który zakończył się impeachmentem prezydenta Yoon Suk-yeola w 2024 roku.
10 kwietnia 2025 ogłosił swoją kandydaturę w wyborach prezydenckich, a 27 kwietnia stał się oficjalnym kandydatem z ramienia Partii Demokratycznej. 3 czerwca Lee zwyciężył w wyborach prezydenckich uzyskując 49,42% poparcia. Następnego dnia objął urząd prezydenta Korei Południowej.

## Poglądy
Lee Jae-myung jest politykiem o wyrazistych poglądach, które ewoluowały na przestrzeni lat, dostosowując się do zmieniającej się sytuacji politycznej i społecznej Korei Południowej. Początkowo kojarzony z progresywnym skrzydłem Partii Demokratycznej, w ostatnich latach przesunął się w stronę centrum, co pozwoliło mu zdobyć szersze poparcie społeczne.
Jego polityka koncentruje się na kwestiach społecznych i gospodarczych, ze szczególnym naciskiem na walkę z nierównościami ekonomicznymi. Lee opowiada się za zwiększeniem wydatków na edukację i opiekę zdrowotną, a także za wprowadzeniem podstawowego dochodu dla młodych ludzi, co miało na celu poprawę warunków życia najmniej uprzywilejowanych grup społecznych. Jego podejście do gospodarki obejmuje ograniczenie wpływu dużych konglomeratów (chaeboli) na rynek oraz wsparcie dla małych i średnich przedsiębiorstw, które według niego stanowią fundament stabilnej gospodarki.

### Poglądy społeczne

#### Prawa kobiet i feminizm
Lee Jae-myung wielokrotnie podkreślał swoje poparcie dla polityki równości płci, choć jego stanowisko w tej kwestii ewoluowało na przestrzeni lat. W 2016 roku wprowadził program dotacji dla nastolatek na zakup produktów higienicznych. Opowiadał się również za rozszerzeniem ubezpieczenia zdrowotnego na zabiegi aborcyjne oraz inne procedury antykoncepcyjne. W kampanii prezydenckiej w 2022 roku zobowiązał się do zwiększenia kar za przestępstwa seksualne oraz rozszerzenia wsparcia rządowego dla kobiet prowadzących jednoosobowe gospodarstwa domowe.
Jednak jego stosunek do feminizmu budził kontrowersje. W 2021 roku Lee udostępnił na swoich mediach społecznościowych artykuł krytykujący „radykalny feminizm” i sugerujący, że dystansowanie się od polityki feministycznej rządu Moon Jae-ina może przynieść mu większe poparcie wśród młodych mężczyzn. Jego stanowisko zostało skrytykowane przez progresywnych polityków, w tym Sim Sang-jung, która określiła go jako „antyfeministę”.

#### Polityka młodzieżowa
Lee Jae-myung zaproponował szereg reform mających na celu poprawę sytuacji młodych ludzi w Korei Południowej. Jednym z jego sztandarowych projektów było wprowadzenie uniwersalnego dochodu podstawowego dla młodzieży, który miał wynosić 2 miliony wonów rocznie dla osób w wieku 19-29 lat. Ponadto obiecał wprowadzenie „podstawowych pożyczek”, które umożliwiałyby każdemu obywatelowi zaciągnięcie kredytu rządowego do 10 milionów wonów przy niskim oprocentowaniu.
Lee zaproponował również reformy edukacyjne, które miały na celu zmniejszenie nacisku na oceny. W jego wizji nauczyciele w szkołach średnich mieli oceniać uczniów na podstawie podsumowujących testów, a w liceach miała zostać wprowadzona „matematyka podstawowa” w ramach systemu kredytowego. Dodatkowo planował wdrożenie nauczania opartego na sztucznej inteligencji, które miało wspierać indywidualne podejście do edukacji.

#### Prawa osób LGBT
Lee Jae-myung wyraził poparcie dla ogólnych przepisów antydyskryminacyjnych, jednak jego stanowisko wobec społeczności LGBTQ+ było niejednoznaczne. W kampanii prezydenckiej w 2022 roku stwierdził, że nie poprze zniesienia tzw. „prawa sodomii” w wojsku, które penalizuje stosunki homoseksualne między żołnierzami. W późniejszych wypowiedziach zaznaczył, że nie pozwoli na uchwalenie ustawy antydyskryminacyjnej obejmującej ochronę osób LGBTQ+ bez szerokiego społecznego konsensusu.

#### Polityka imigracyjna
Lee Jae-myung jest zwolennikiem praw imigrantów, jednak sprzeciwia się masowej imigracji. Krytykował konserwatywne podejście do polityki migracyjnej, które koncentruje się wyłącznie na pozyskiwaniu taniej siły roboczej. Jego partia sprzeciwiła się utworzeniu urzędu ds. imigracji w ramach Ministerstwa Sprawiedliwości, argumentując, że mogłoby to prowadzić do nadmiernej kontroli nad migrantami.

### Poglądy gospodarcze
Lee Jae-myung prezentuje podejście do gospodarki, które łączy elementy liberalizmu gospodarczego z interwencjonizmem państwowym. Jego polityka ekonomiczna opiera się na koncepcji „Transformacyjnego i Sprawiedliwego Wzrostu”, której celem jest pobudzenie innowacji oraz zmniejszenie nierówności społecznych i ekonomicznych. Lee uważa, że spowolnienie wzrostu gospodarczego Korei Południowej wynika z nierówności strukturalnych, takich jak dominacja dużych korporacji nad małymi i średnimi przedsiębiorstwami, różnice w warunkach pracy między pracownikami etatowymi a zatrudnionymi na umowach czasowych oraz spekulacje na rynku nieruchomości.

#### Interwencja państwa i polityka przemysłowa
Lee Jae-myung jest zwolennikiem silnej roli państwa w gospodarce, inspirowanej polityką Nowego Ładu Franklina D. Roosevelta. W 2021 roku stwierdził: „Zmienimy trajektorię wzrostu gospodarczego dzięki silnej polityce ożywienia gospodarki prowadzonej przez państwo. Nauczę się od Roosevelta, który przezwyciężył Wielki Kryzys dzięki lewicowej polityce”. Jego strategia obejmuje zieloną transformację, cyfryzację oraz reformy edukacyjne, które mają pomóc społeczeństwu w adaptacji do nowych technologii. Lee zapowiedział także inwestycje w sztuczną inteligencję, które mają uczynić Koreę Południową liderem w tej dziedzinie.

#### Bezwarunkowy dochód podstawowy
Jednym z najbardziej charakterystycznych elementów jego programu gospodarczego jest bezwarunkowy dochód podstawowy. Lee wprowadził różne programy dochodu podstawowego jako burmistrz Seongnam i gubernator Gyeonggi. W kampanii prezydenckiej w 2022 roku obiecał stopniowe wdrażanie dochodu podstawowego, zaczynając od młodzieży, rolników i rybaków, a następnie rozszerzając go na wszystkich obywateli. Początkowo miał wynosić 1 milion wonów rocznie dla każdego obywatela oraz 2 miliony wonów rocznie dla osób w wieku 19-29 lat, a w przyszłości miał wzrosnąć do 6 milionów wonów rocznie. Finansowanie programu miało pochodzić z podatku od wartości gruntów oraz podatku węglowego, co miało na celu ograniczenie spekulacji na rynku nieruchomości i redukcję emisji dwutlenku węgla.

#### Polityka podatkowa i regulacje
Choć Lee Jae-myung jest zwolennikiem interwencji państwa, jego podejście do podatków i regulacji wykazuje pewne tendencje liberalne. W ostatnich latach przesunął się w stronę redukcji podatków od nieruchomości oraz częściowej deregulacji przedsiębiorstw. W 2021 roku stwierdził, że „biurokratyczne regulacje, które blokują kreatywność i innowacje, powinny zostać ograniczone lub zniesione”. Jego administracja zapowiedziała również reformę rynku pracy, mającą na celu zwiększenie ochrony pracowników platform cyfrowych oraz wprowadzenie nowych form umów zatrudnienia.

#### Handel międzynarodowy
Lee Jae-myung jest zwolennikiem wolnego handlu i sprzeciwia się protekcjonistycznym ograniczeniom dotyczącym południowokoreańskich półprzewodników, które wynikają z polityki handlowej USA. Jego administracja zapowiedziała dywersyfikację eksportu i importu, aby uniezależnić Koreę Południową od globalnych napięć handlowych. Lee podkreśla również znaczenie równowagi między rynkiem a państwem, argumentując, że „innowacje i transformacja mogą być przyspieszone na podstawie właściwych bodźców i sprawiedliwych instytucji”.

### Polityka zagraniczna
Lee Jae-myung prezentuje pragmatyczne podejście do polityki zagranicznej, które koncentruje się na zachowaniu równowagi między kluczowymi partnerami Korei Południowej – Stanami Zjednoczonymi, Chinami, Japonią i Rosją. Jego administracja dąży do utrzymania silnego sojuszu z USA, jednocześnie unikając niepotrzebnych napięć z Pekinem i Moskwą. Lee podkreśla, że polityka zagraniczna powinna być oparta na interesie narodowym, a nie na ideologicznych podziałach.

#### Stany Zjednoczone
Lee Jae-myung uznaje sojusz z USA za fundament południowokoreańskiej dyplomacji, ale jednocześnie podkreśla potrzebę większej niezależności Korei Południowej w podejmowaniu decyzji strategicznych. W swojej kampanii prezydenckiej wielokrotnie podkreślał znaczenie współpracy wojskowej i gospodarczej z Waszyngtonem, ale krytykował rozmieszczenie amerykańskiego systemu obrony przeciwrakietowej THAAD, twierdząc, że prowadzi to do niepotrzebnych napięć z Chinami. Po objęciu urzędu Lee zobowiązał się do wzmocnienia współpracy technologicznej i handlowej z USA, szczególnie w sektorze półprzewodników i sztucznej inteligencji.

#### Chiny
Lee Jae-myung dąży do stabilizacji relacji z Chinami, które ucierpiały w wyniku napięć związanych z polityką poprzedniego rządu. Krytykował administrację Yoon Suk-yeola za „niepotrzebne antagonizowanie Pekinu” i zapowiedział bardziej wyważone podejście do relacji z Chinami. Lee podkreśla, że Chiny są kluczowym partnerem handlowym Korei Południowej, dlatego jego administracja będzie dążyć do utrzymania stabilnych stosunków gospodarczych, jednocześnie unikając ingerencji w spory dotyczące Tajwanu.

#### Japonia
Lee Jae-myung prezentuje dwutorową strategię wobec Japonii - z jednej strony dąży do współpracy gospodarczej i technologicznej, z drugiej strony podkreśla konieczność rozwiązania historycznych sporów dotyczących okupacji Korei przez Japonię w latach 1910-1945. W kampanii wyborczej krytykował wojskową współpracę Korei Południowej z Japonią, twierdząc, że może ona prowadzić do „militarnej dominacji Tokio w regionie”. Jednocześnie zapowiedział kontynuację współpracy w zakresie handlu i bezpieczeństwa, szczególnie w kontekście trójstronnych relacji z USA.

#### Rosja
Lee Jae-myung opowiada się za utrzymaniem dialogu z Rosją, ale jednocześnie nie popiera jej agresywnej polityki zagranicznej. Po inwazji Rosji na Ukrainę w 2022 roku Lee skrytykował politykę Wołodymyra Zełenskiego jako „prowokacyjną”, co wywołało kontrowersje w Korei Południowej. Jego administracja zapowiedziała utrzymanie sankcji wobec Moskwy, ale jednocześnie dąży do zachowania stabilnych relacji handlowych, szczególnie w sektorze energetycznym.

#### Korea Północna
Lee Jae-myung zapowiedział powrót do polityki dialogu z Koreą Północną, inspirowanej podejściem wcześniejszych liberalnych prezydentów, takich jak Kim Dae-jung i Moon Jae-in. Jego administracja planuje stopniowe znoszenie sankcji wobec Pjongjangu w zamian za konkretne kroki w kierunku denuklearyzacji. Lee podkreśla, że dyplomacja jest kluczowa dla stabilizacji sytuacji na Półwyspie Koreańskim, ale jednocześnie zapowiada utrzymanie mechanizmów odstraszania militarnego.

## Kontrowersje
Kariera polityczna Jae-myunga nie była wolna od kontrowersji. Na przestrzeni lat był oskarżany o korupcję i nieprawidłowości związane z projektami urbanistycznymi w Seongnam i Gyeonggi, choć sam twierdzi, że zarzuty te miały podłoże polityczne. W 2024 roku został skazany za naruszenie prawa wyborczego, jednak wyrok ten został później uchylony przez sąd apelacyjny. Dodatkowo, jego bezpośredni styl komunikacji często prowadził do konfliktów z przeciwnikami politycznymi, co sprawiało, że był postrzegany jako postać polaryzująca. W styczniu 2024 roku stał się celem zamachu, gdy został zaatakowany nożem podczas publicznego wystąpienia, co zwiększyło obawy dotyczące bezpieczeństwa polityków w Korei Południowej. Pomimo tych trudności, Lee zdołał utrzymać silne poparcie społeczne, co ostatecznie doprowadziło go do zwycięstwa w wyborach prezydenckich.

## Życie prywatne
Od 1991 jest żonaty z Kim Hye-kyung, para ma dwójkę dzieci.